# Quilderico III
Quilderico III (714 — 754), chamado o Idiota ou o Rei Fantasma, foi o décimo-quarto e último rei de todos os francos da dinastia merovíngia.

## Vida
O trono estava vago havia sete anos quando os prefeitos do palácio, Carlomano e Pepino o Breve, decidiram reconhecer Quilderico como rei. Não se conhece com certeza seu parentesco ou relação com a família merovíngia, devendo ter sido filho de Quilperico II.
Ele não tomou parte nos assuntos públicos, que eram dirigidos, como antes, pelos prefeitos do palácio. Quando, em 747, Carlomano se retirou para um monastério, Pepino resolveu tomar a coroa real para si. Pepino enviou cartas ao Papa Zacarias perguntando se o título de rei pertencia a quem exercia o poder ou a alguém com linhagem real. O papa respondeu que quem detivesse o poder de facto deveria também ter o título de rei. Em 751, Quilderico foi destronado e teve os cabelos cortados, deposit et detonsit, sob as ordens do sucessor de Zacarias, o Papa Estêvão II, porque, de acordo com Eginhardo, quia non erat utilis, "ele não era útil". Seus longos cabelos eram o símbolo de sua dinastia e assim de seus direitos reais (alguns dizem poderes mágicos) e, pelo corte deles, foram-lhe retiradas todas suas prerrogativas reais. Em 752, ele e seu filho Teodorico foram instalados no monastério de Saint-Bertin, embora alguns afirmem que ele foi enviado para Saint-Omer e Teodorico para Saint-Wandrille. Ele morreu cerca de quatro anos depois. Sob os carolíngios, ele recebeu uma má impressão, sendo chamado de rex falsus, "rei falso", apesar do fato de ter sido Pepino quem o conduziu ao trono.

## Pais
♂ Quilperico II (◊ c. 670 † 721)
♀ Chrotaudis (◊ ? † ?)

## Casamentos e filhos
- em 753 com Gisele (◊ 715 † 755)

1. ♂ Teodorico da Nêustria (◊ ? † ?)[1]